# Октоберфест
48°7′57″ пн. ш. 11°32′57″ сх. д. / 48.13250° пн. ш. 11.54917° сх. д.

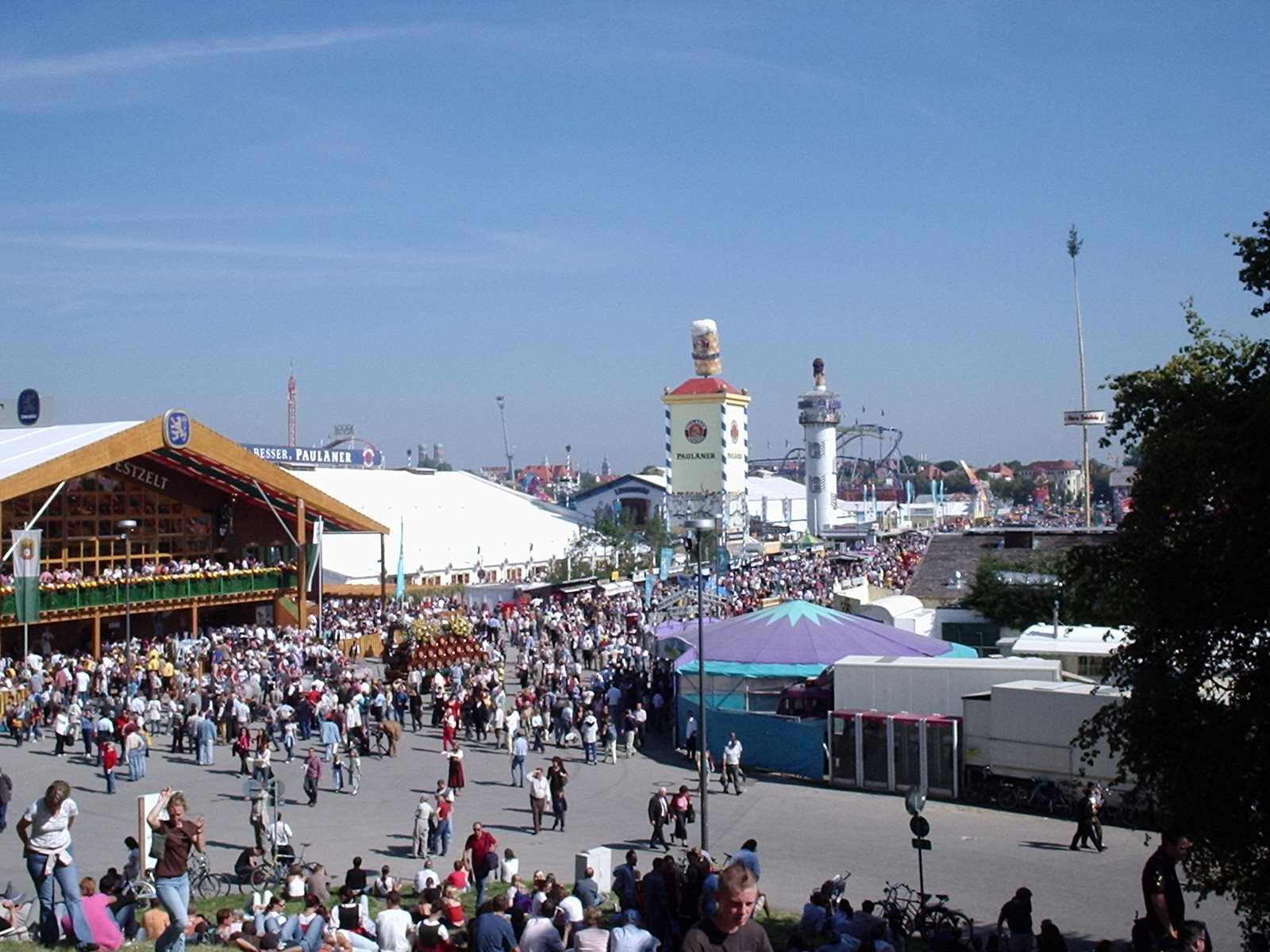
Октоберфест 2004

Окто́берфест (нім. Oktoberfest, досл. «Свято жовтня»; простонародне нім. d’Wiesn, від нім. Wiese «лука», назви місця, де проводиться свято) — найбільший пивний фестиваль у світі. Проходить в Мюнхені щороку (з 1810 року) наприкінці вересня — на початку жовтня і триває два тижні.

## Опис
Свято пива «Октоберфест» є традиційним парадом мюнхенських і баварських броварень (інші пивні компанії до участі у фестивалі не допускаються), а також двохтижневим бенкетом-гулянкою в спеціально влаштованих на традиційному місці майданчику «Луг Терези» (нім. Theresienwiese, Терезієнвізе) великих шатрах-пивних павільйонах. Наприклад, 2008 року, коли фестиваль проводився в 175-е (від 20 вересня по 5 жовтня), таких наметів було 14, місткістю до 10 тис. відвідувачів кожен.

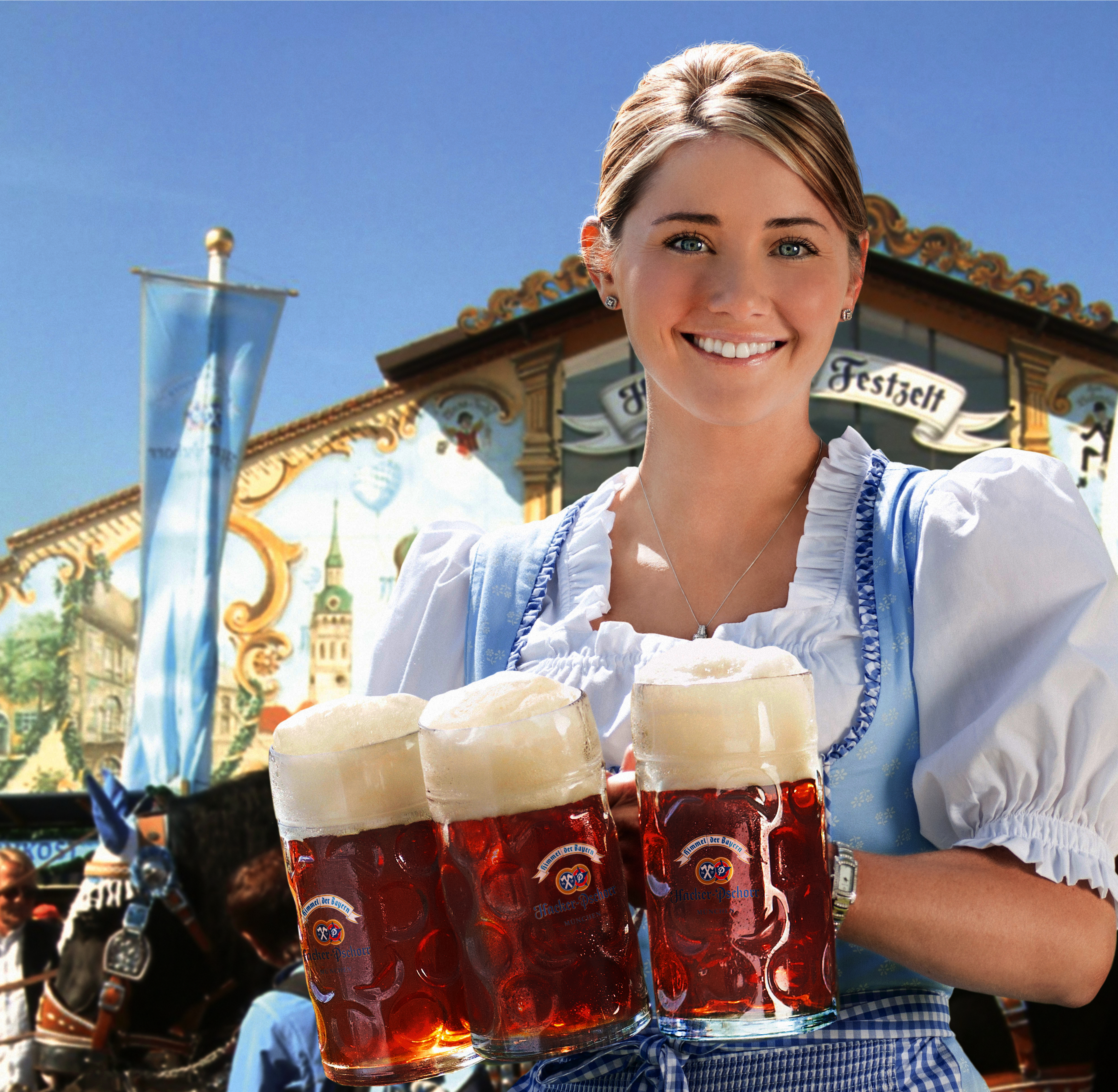
Кельнерка на Октоберфесті

До різних сортів пива, яке наливають у традиційні «октоберфестівські» кухлі (бл. 1 л.), подають традиційні ж баварські ковбаски, а також солоні крендлі. Відмітною рисою октоберфестівських офіціантів (кельнерів) є утримання великого числа кухлів у руках (до 10 в одній руці).
Відвідувачів також розважають музикою, співами, народними баварськими танцями, розіграшами та іншими веселощами. Закінчення святкування в октоберфестівському шатрі знаменується загальними співами баварських пісень і танцями.
Паралельно з бенкетами в шатрах вирує ярмарок на Терезієнвізе, працюють атракціони.

## Історія
Вперше Октоберфест було проведено в жовтні 1810 року з нагоди одруження кронпринца Людвіга та принцеси Терези Саксонської-Гільдбургхаузької. Відтоді місцеві пивовари розставляють свої намети на щорічній основі. Проведення свята переривалося лише під час Першої та Другої світових воєн.

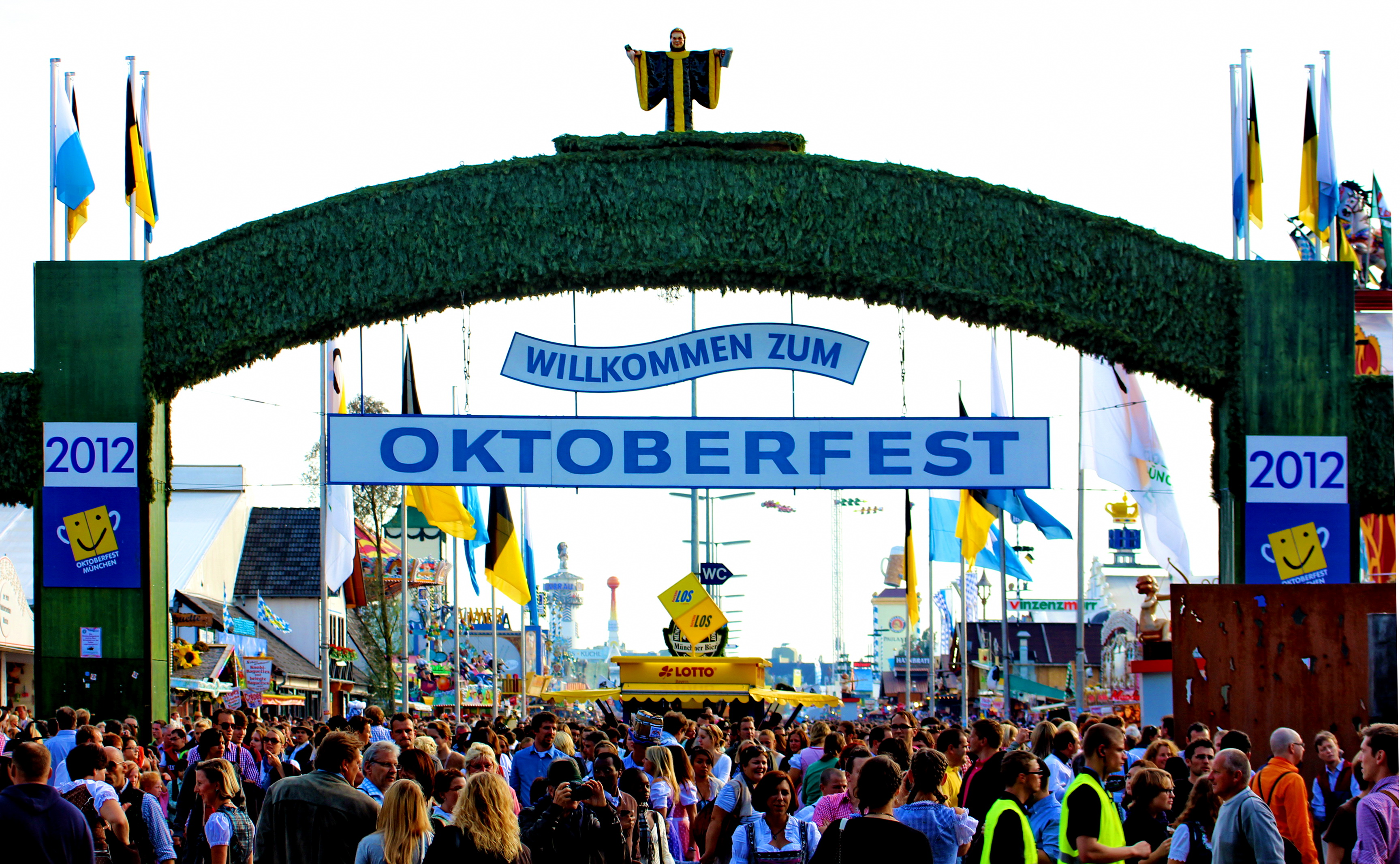
Головний вхід, 2012

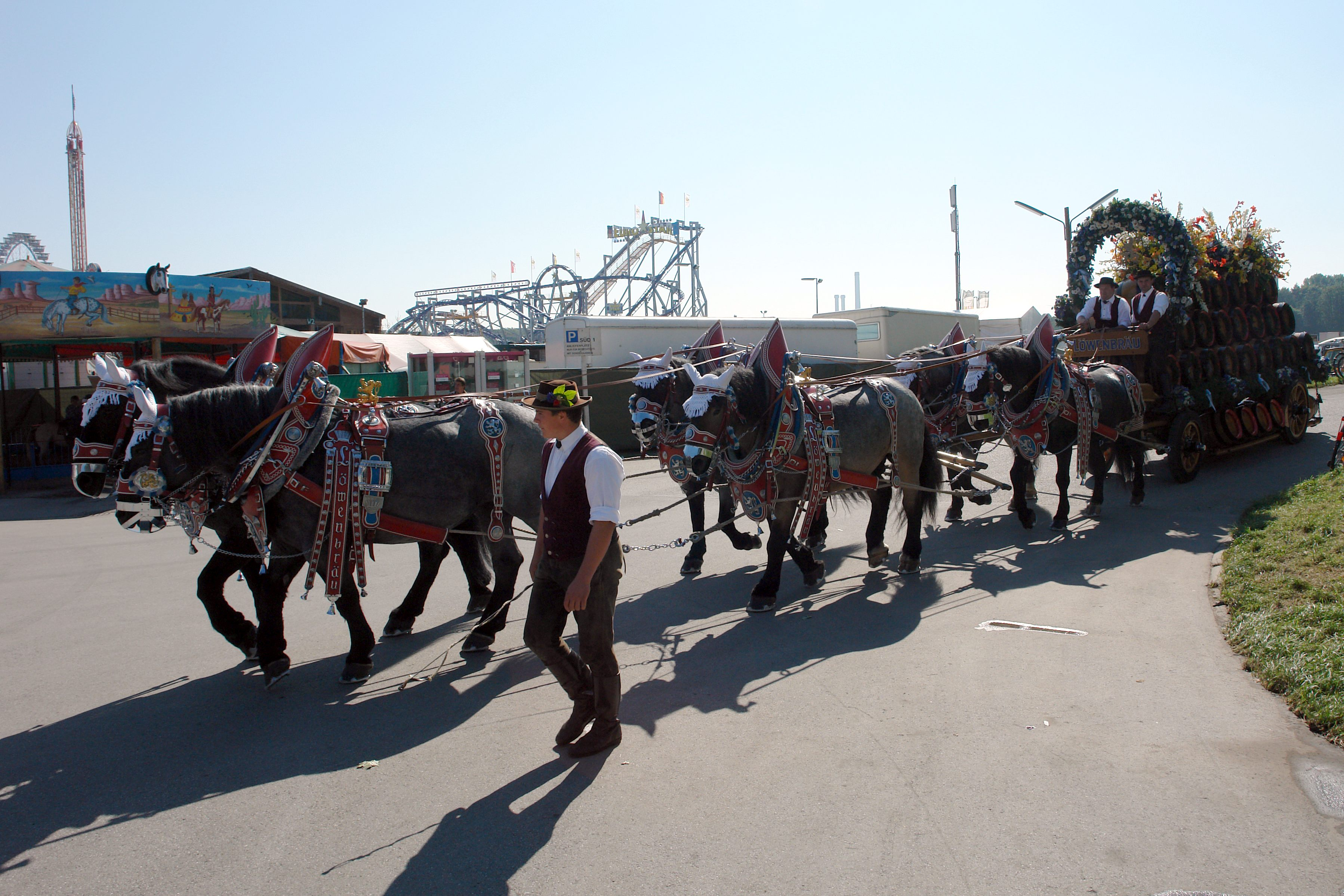
Пивний потяг-віз на параді-відкритті Октоберфесту, 2006

На цей час виробився своєрідний ритуал організації святкувань, який включає обов'язковий парад броварень першого дня Октоберфесту та церемонію безпосередньо відкриття свята опівдні. Парад броварень являє собою проходження повз очі натовпу глядачів яскраво вбраних возів-потягів окремих баварських броварень, що супроводжується як запальними народними мелодіями, так і виголошенням інформації про досягнення броварні за минулий рік. Після потягів броварень зазвичай проходять відомі мюнхенці, а потому народні творчі колективи (з недавнього часу дозволено проходження також іноземним фольклорним ансамблям, переважно з сусідських Чехії, Польщі тощо). Кульмінацією церемонії відкриття Октоберфесту є відкоркування першої діжки пива і здмухування піни з першого кухля пива особисто бургомістром Мюнхена. На церемонію відкриття прийнято приходити в баварських народних костюмах (навіть організатори свята вдягнуті в традиційні вельветові шорти або штані на підтяжках та жилети і яскраві капелюхи, увінчані пір'ям).
На сьогодні Октоберфест є візитівкою Мюнхена. У 2000-х рр. Октоберфест щороку відвідувало бл. 4~6 млн чол., значну кількість з яких становили іноземні туристи.

## До відома
Вартість літру пива (один кухоль) на Октоберфесті 2008 року становила від 7,7 до 8 євро (для порівняння в 2007 році — від 7,3 до 7,9 євро). В 2013 році номінальна ціна була на рівні 9,3 — 9,7 євро, проте реальна вартість становила 10 євро, оскільки через великий наплив людей і масу роботи, дочекатися здачі в кількадесят центів неможливо. Нерідко погодний чинник, зокрема холоди, здатні вплинути на свято, тому вдягатися на свято треба, перш за все комфортно. Крім того, величезним чинником ризику на святі (як і на більшості масових заходів), є діяльність великого числа крадіїв і злодіїв. Щороку, попри значне підсилення з боку баварської поліції, реєструються десятки випадків крадіжок фотокамер, сумок, грошей тощо.

## Час проведення
- 2011 року з 17 вересня до 3 жовтня.
- 2013 року з 21 вересня до 6 жовтня.

## Галерея

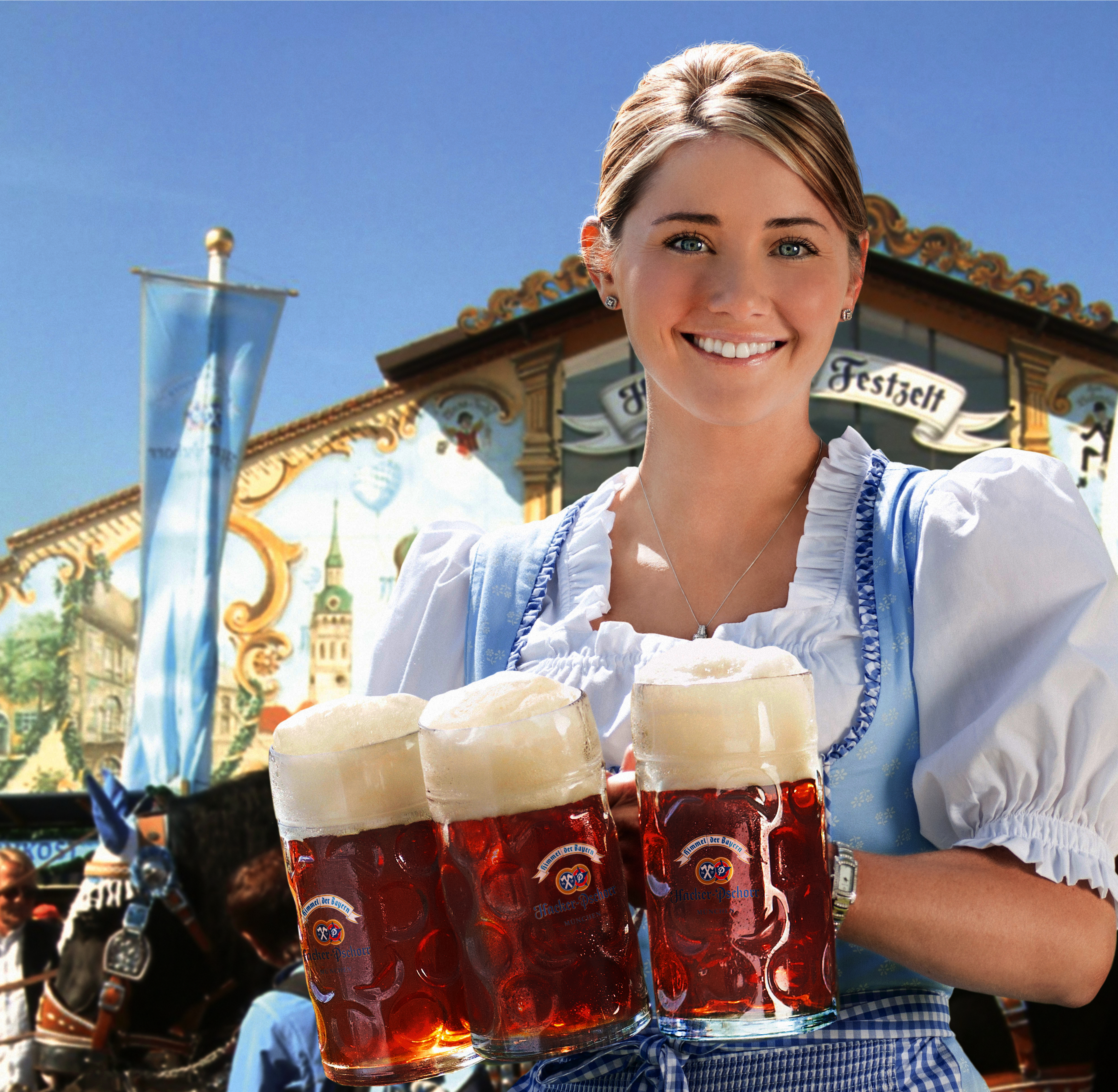
Кельнерка (дівчина-офіціантка із пивом) на фоні палатки виробника пиву Hacker-Pschorr. Октоберфест, 2011
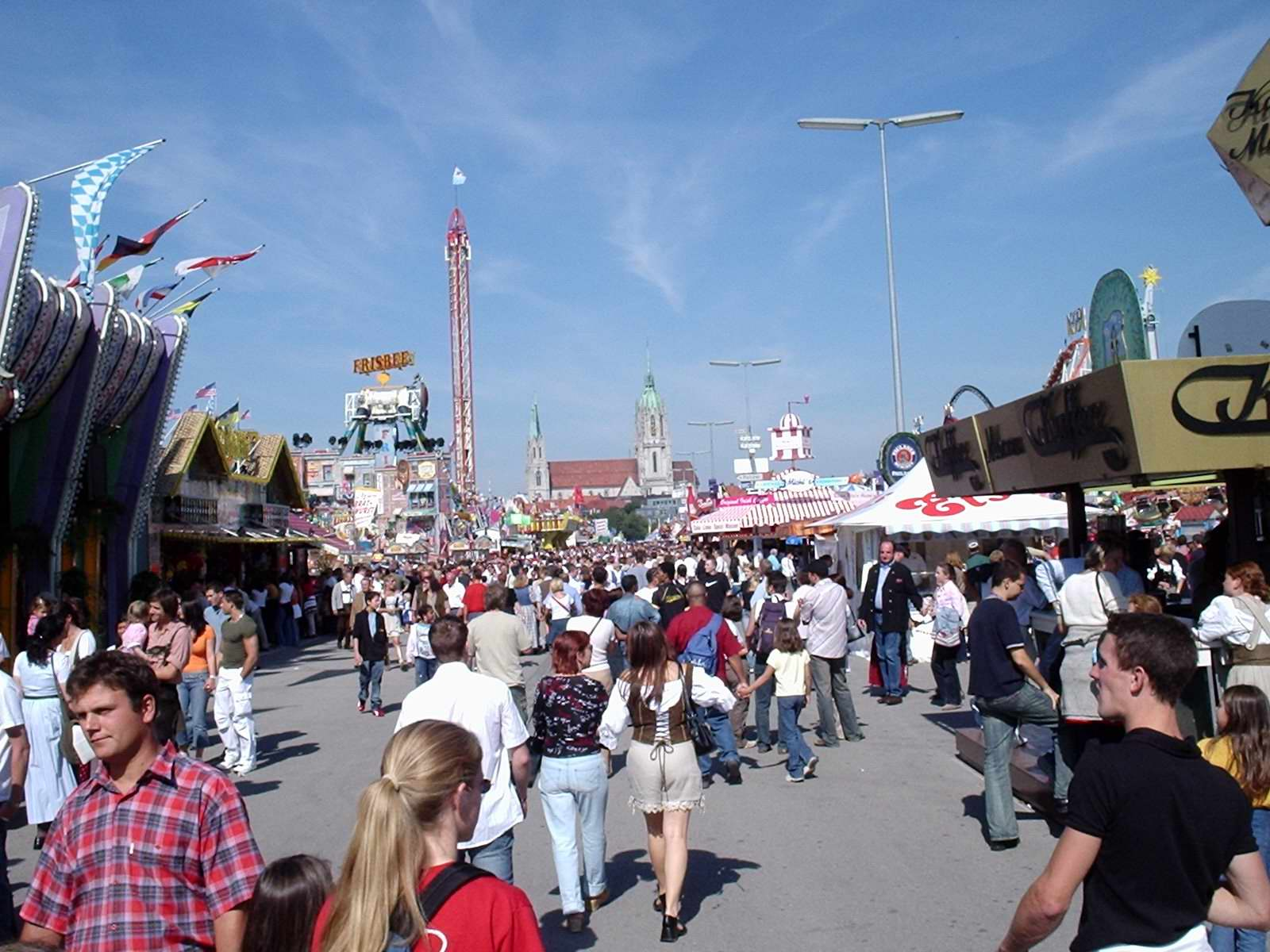
Октоберфест 2004
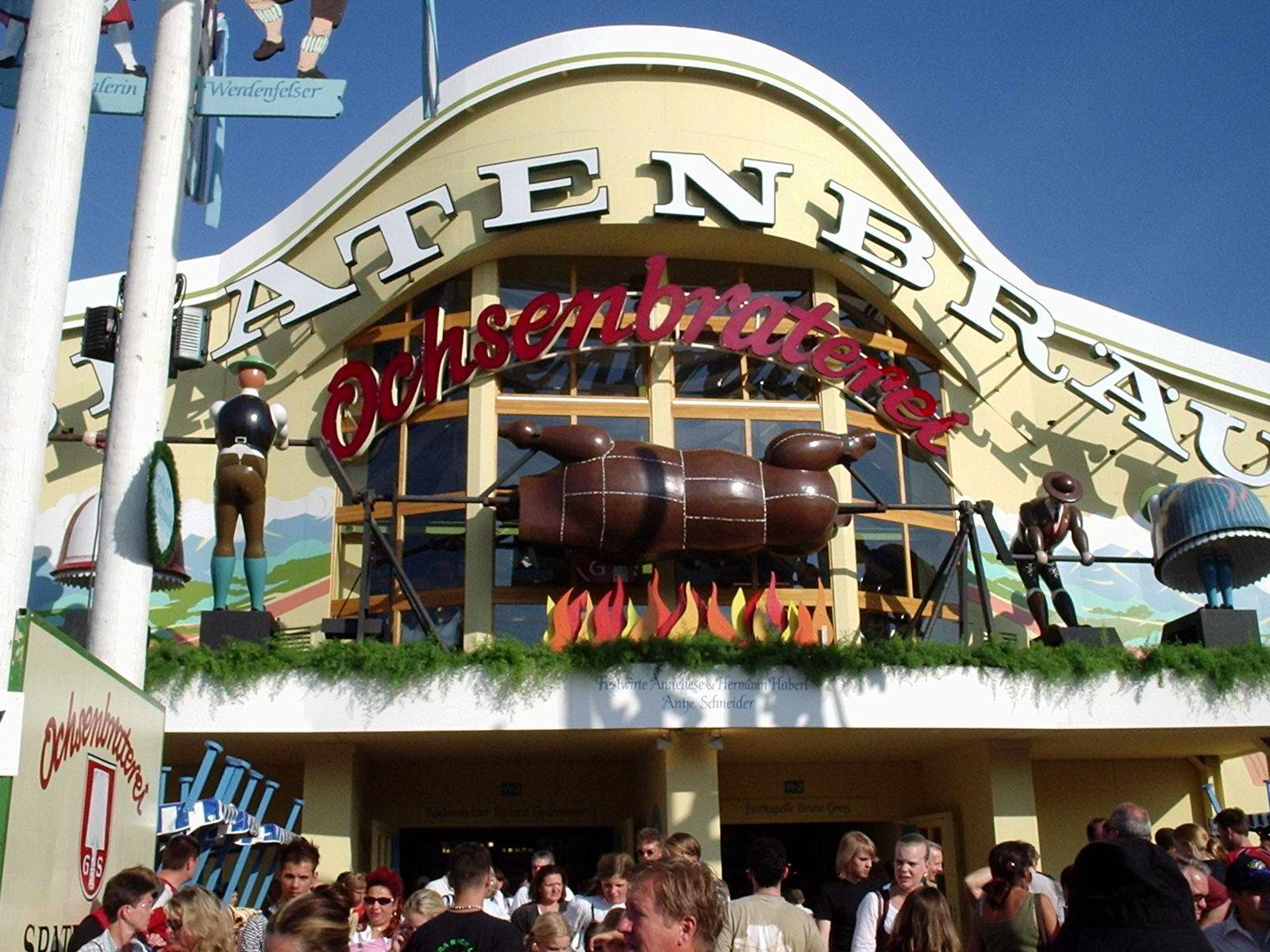
Октоберфест 2004
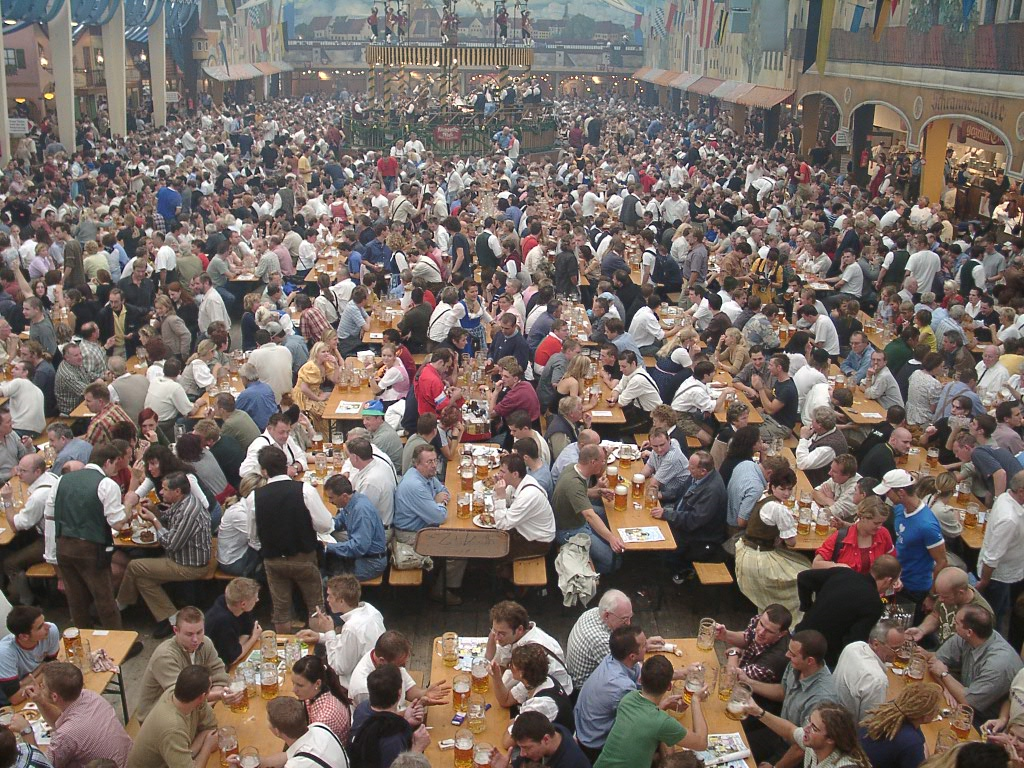
Октоберфест, пивний павільйон, 2005
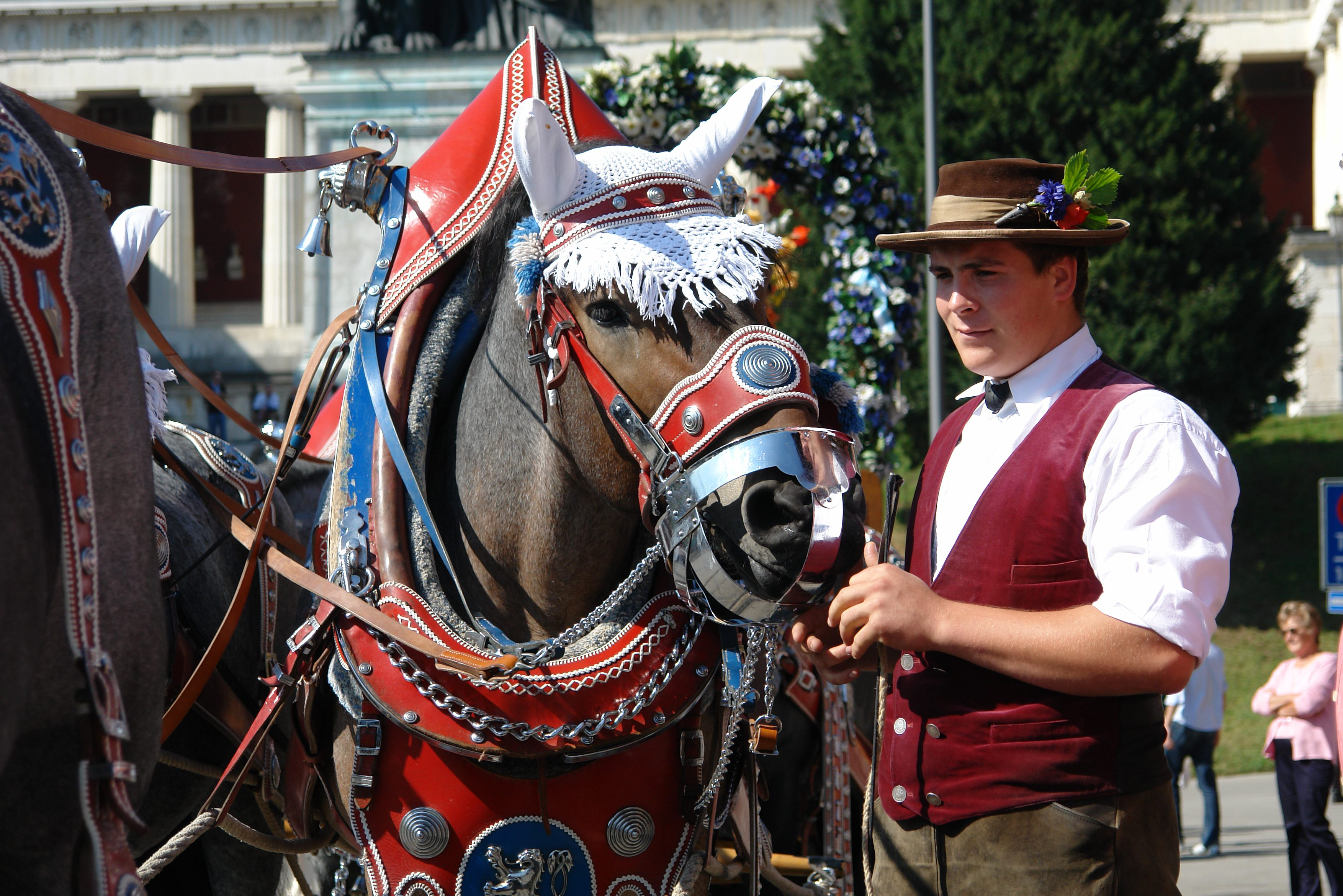
Кучер одного з пивних возів на параді-відкритті Октоберфесту, 2006